# Prime Seal Island
Prime Seal Island ist eine schmale, längliche Insel in der Bass-Straße zwischen Australien und Tasmanien. Sie liegt im Westen der Furneaux-Gruppe etwa sechs Kilometer vor der Westküste von Flinders Island.
Knapp zwei Kilometer vor der Südspitze der Insel liegt, getrennt durch die Safe Passage, die Inselgruppe der Low Islands.